# ردا د بارا
ردا د بارا (به اسپانیایی: Roda de Berà) یک شهرستان در اسپانیا است که در استان تاراگونا واقع شده‌است.

## خصوصیات
ردا د بارا ۱۶٫۲۳ کیلومترمربع مساحت و ۶٬۲۳۲ نفر جمعیت دارد و ۶۷ متر بالاتر از سطح دریا واقع شده‌است.